# 王牧笛
王牧笛（1983年3月29日—），中国黑龙江黑河市人。现任广东广播电视台《财经郎眼》节目制片人和主持人。曾在北京大学学习，获得外交学硕士学位，法学及哲学双学士学位。